# Bernardo I d'Armagnac
Bernardo d'Armagnac, detto le Louche (... – 995), fu conte d'Armagnac, dal 960 circa alla sua morte.

## Origine
Secondo la Genealogia Comitum Guasconiae, era il figlio secondogenito del conte del Fidentiacum (comprendente il Fézensac e l'Armagnac) Guglielmo Sanchez e della moglie di cui non si conoscono né il nome né gli ascendenti.
Guglielmo Sanchez o Guglielmo I di Fézensac, sempre secondo la Genealogia Comitum Guasconiae, era il figlio secondogenito del duca di Guascogna Garcia II le Courbé (il Gobbo) e della moglie, Amuna (citata nel documento n° XXIII della Gallia Christiana tome I, Instrumenta, datato 904), figlia del conte Guglielmo I di Bordeaux. Anche nel codice di Roda, Sancho è citato, assieme ai fratelli, Guglielmo e Arnoldo e le sorelle, Andregoto e Arcibella, come figlio di Garcia II e della moglie (di cui non è precisato il nome).

## Biografia
Prima di morire, secondo la Genealogia comitum guasconiae, suo nonno, Garcia II, divise i suoi domini tra i tre figli maschi, Sancho, Guglielmo e Arnoldo; la divisione viene confermata anche dal códice de Roda: a Sancho andò la quasi totalità della Guascogna, a Guglielmo il Fidentiacum e ad Arnoldo l'Astaracensem. La divisione del ducato in tre parti è confermato anche dal Cartulaire de Auch, come ci riferisce lo storico medievale francese, Christian Settipani
García II morì dopo il 920, anno in cui venne redatto il documento che garantiva al figlio Arnoldo, col consenso degli altri due figli l'Astaracensem, e, alla morte di Garcia II, mentre suo zio, Sancho, il primogenito, gli subentrava nel titolo di duca di Guascogna, ma con un territorio ridotto, a Guglielmo (?-960), andavano le contee d'Armagnac e di Fézensac (Fidentiacum) e ad Arnoldo I Nonnat (?-960), andava la contea d'Astarac (Astaracensem).
Di Bernardo si hanno poche notizie.
Alla morte del padre, Guglielmo Sanchez, nel 960, sempre secondo la Genealogia comitum guasconiae, a suo fratello, Oddone, il primogenito, andò la contea di Fézensac, mentre a Bernardo andò Contea d'Armagnac, come Bernardo I. Che Bernardo, alla morte del padre prese possesso dell'Armagnac, col titolo di Conte ce lo conferma anche lo storico Monlezun, nel suo Histoire de Gascogne, Tome I; inoltre lo storico francese Jean Jaurgain, nel suo La Vasconie, étude historique et critique sostiene, riportando una frase dal Cartulaire de Auch (Bernardus Luscus Ausciorum Comres), che Bernardo ricevette anche la città di Auch, col titolo di conte.
Sempre secondo lo storico francese Jean Jaurgain, nel suo La Vasconie, étude historique et critique, citando un documento del 956, Bernardo, assieme alla moglie, Emerina fondò il monastero di Saint-Orens a Auch; ed ancora, citando un documento del 960, assieme al fratello Oddone donò una proprietà alla chiesa di Sainte-Marie d´Auch.
Della morte di Bernardo non si hanno notizie e neanche il Jaurgain ce ne fornisce: viene fatta cadere attorno al 995,.

## Discendenza
Dalla moglie, Emerina, Bernardo ebbe un solo figlio:
- Gerardo I Trencaléon[13], († ca. 1020), Conte d'Armagnac[10].

### Fonti primarie
- (LA)  Rerum Gallicarum et Francicarum Scriptires, tomus XII.
- (LA)  Gallia Christiana tome I, Instrumenta.

### Letteratura storiografica
- Louis Halphen, La Francia nell'XI secolo, in «Storia del mondo medievale», vol. II, 1999, pp. 770–806
- (FR)  La Vasconie, étude historique et critique, vol I.
- (ES, LA)  Textos navarros del códice de Roda[collegamento interrotto].
- (FR)  Histoire de Gascogne, Tome I.